# Ziemietczino
Ziemietczino (ros. Земетчино) – osiedle typu miejskiego w Rosji, w obwodzie penzeńskim, ośrodek administracyjny rejonu ziemietczińskiego. W 2010 liczyło 10 772 mieszkańców.